# コッツ
コッツ（KOTS） は元 Last Days Of Humanity の Erwin de Groot と Rompeprop の Jores Camps によるゴアグラインド/ハードコアプロジェクト。Erwin によるボーカル以外は全て打ち込みで作られており、カエルの鳴き声のようなボーカル、独特なグルーヴ感を持ち、ポップである（実際、エレクトロミュージック（テクノ）に近い曲作りである）など、特徴的なことが多い。
2004年に Bizarre Leprous Productions より30曲入りのアルバム "Serial Suicide" が出ているほか、Obliteration Records から Kots 含む打ち込みバンドばかりを集めたスプリットもリリースされている。

## ディスコグラフィー
- 2004 - Serial Suicide (Full-length CD)
- 2004 - Electric Grind Holocaust (3-way split CD with Absurdgod, Enema Cocktail)